# アラナ・オースティン
アラナ・オースティン（Alana Austin、1982年4月6日 - ）は、アメリカ合衆国の女優。

## 出演作品
- 女検察官アナベス・チェイス Close to Home (2006) ※第2シーズン第3話にゲスト出演
- コールドケース Cold Case (2005) ※第3シーズン第1話にゲスト出演
- ヘンゼルとグレーテル Hansel & Gretel (2002) ※テレビ映画
- ワンダフル・ドッグ　ともだちはレトリバー The Retrievers (2001) ※テレビ映画
- モトクロスにかける夢 Motocrossed (2001) ※テレビ映画、WOWOWで放映
- ロードストーカー Road Rage (1999) ※テレビ映画、WOWOW放映時のタイトルは『ロードストーカー 暴走する恐怖』
- パパとマチルダ A Simple Twist of Fate (1994) ※日本劇場未公開
- ノース 小さな旅人 North (1994)